# Gustaf Tungel
Baron Gustaf Tungel, född 1639 i Stockholm, död 1698 i Halmstad, var en svensk militär och ämbetsman. 
Tungel var i venetiansk, spansk, holländsk och svensk tjänst. Under Karl X Gustavs andra danska krig fick han livshotande skador och hamnade i fångenskap. Han var kommendant i Kalmar, överste vid och chef för Upplands regemente 1678–1684 samt landshövding i Hallands län (1684–1698).
Gustaf Tungel deltog åtminstone vid riksdagarna 1686, 1689, 1693 och 1696.